# D-V-O-D-1
Albums de Voivod
Voivod (album)
(2003) Katorz
(2006)
D-V-O-D-1 est le premier DVD du groupe québécois Voivod. Le DVD contient du matériel comme des entrevues, des vidéoclips ou encore des enregistrements en direct depuis les débuts du groupe en 1984 jusqu'en 1991.
C'est la première publication du groupe après la disparition de leur guitariste Denis d'Amour, emporté par un cancer foudroyant seulement deux mois avant la parution de ce premier DVD prévu de longue date. À ce moment, le groupe se trouva en état d'inactivité et réfléchit à ce qu'il avait l'intention de faire dans le futur. Le groupe décida de vouloir utiliser des enregistrements réalisés et sauvegardés par leur ancien guitariste, qui avait donné à la dernière minute l'accès à son ordinateur portable aux autres membres du groupe. Le groupe réalisa ainsi deux autres albums en mémoire de leur ami et ne donna plus de concert jusqu'en 2008, quand Daniel Mongrain, surnommé Danimal, prit la place de son idole et ce, avant le retour du bassiste originel Jean-Yves Thériault, surnommé Blacky, en 2009.

## Membres du groupe
- Denis (Snake) Bélanger : Voix
- Denis (Piggy) d'Amour : Guitare
- Jean-Yves (Blacky) Thériault : Guitare basse
- Michel (Away) Langevin : Batterie

## Contenu du DVD
Vidéos
- Voivod - 1984
- Ripping Headaches - 1986
- Ravenous Medicine - 1987
- Tribal Convictions - 1988
- Psychic Vacuum - 1988
- Astronomy Domine - 1989

Live
- Montreal Spectrum 12-10-86
  - Blower
- Montreal Spectrum 20-08-88
  - Tribal Convictions
  - Ravenous Medicine
- Montreal Musiqueplus 1989
  - The Unknown Knows
  - Inner Combustion/Missing Sequences/Nothingface
- Montreal Backstreet 24-05-91
  - Inner Combustion
  - Freedoom

Enregistrements supplémentaires
- Video shoot Ravenous Medicine 24-03-87
- Video shoot Psychic Vacuum 25-09-88
- Recording Nothingface Victor Studios 14-05-89

Extras
- Artwork
- Photos
- Irong Gang Demos
  - Morgoth Invasion December 1984
  - Montreal Spectrum September 1987